# Morning View
Morning View — четвертий студійний альбом американської групи Incubus, який вийшов 23 жовтня 2001 року.

## Композиції
1. Nice to Know You - 4:43
2. Circles - 4:09
3. Wish You Were Here - 3:32
4. Just a Phase - 5:33
5. 11am - 4:16
6. Blood on the Ground - 4:36
7. Mexico - 4:22
8. Warning - 4:42
9. Echo - 3:36
10. Have You Ever - 3:16
11. Are You In? - 4:26
12. Under My Umbrella - 3:33
13. Aqueous Transmission - 7:46

## Учасники запису
- Брендон Бойд — вокал
- Майк Айнзігер — гітара
- Алекс Катуніч — бас-гітара
- Кріс Кілмор — клавішні
- Хосе Пасійяс — ударні